# Maria Antónia Goes
Maria Antónia Goes (Alvito, 1943 - 15 de Maio de 2021) foi uma escritora portuguesa especializada em história e antropologia da alimentação e da gastronomia portuguesa. Da sua vasta obra, a sua obra fundamental é "A Cozinha Tradicional do Alentejo - A Memória dos Temperos".

## Biografia
Filha de lavradores abastados de Cuba, estudou no Instituto de Odivelas. 
Formou-se na Faculdade de Belas Artes de Lisboa em Arquitetura, em 1974. Trabalhou em vários gabinetes e ateliês de arquitetura, especializando-se em hotelaria.
A sua mãe tinha cadernos de receitas que inspiraram Maria Antónia na cozinha.
Tem uma editora de livros, Coentros.com. Recebeu os prémios "Gourmand World Cookbook" pelos livros O Alentejo à mesa (Best Local Cuisine Book) e O porco com sua licença (Best Single Subject Cookbook).
Era confrade da Confraria Gastronómica do Alentejo.

## Obras
- Descobrimentos e Gastronomia Portuguesa
- Doçaria tradicional do Alentejo (2002);
- Doces de frutos, compotas e geleias : a viagem do paladar (2003);
- À mesa com Eça de Queirós (2004);
- O livro das sopas: a viagem do paladar (2004);
- Receitas de amor (2005);
- Dicionário de gastronomia (2005);
- Wok: uma cozinha saudável (2006);
- À mesa com Fialho d'Almeida: um tratado de cozinha alentejana (2006);
- O livro de cozinha para homens (2007);
- Brasil na hora de temperar : história, gastronomia e receitas (2008);
- Sopas tradicionais (2011);
- Bacalhau com todos (2012);
- A cozinha da caça (2012);
- O Alentejo à mesa (2013);
- Da pucarinha de barro ao restaurante de luxo: reflexões gastronómicas (2013);
- O porco com sua licença (2013);
- Marmita para o almoço : receitas fáceis, rápidas e saudáveis (2015);
- Receitas com vinho do Porto (2015);
- O atum na cozinha (2015);
- Receitas para universitários apressados (2017);
- Diabético também pode ser gourmet (2018);
- O livro dos petiscos (2018).